# Francisco José Alcaraz
Francisco José Alcaraz Martos (Torredonjimeno, Jaén, 1 de noviembre de 1968) es un político, peluquero y activista español, diputado nacional por Vox y tanto presidente como portavoz de la Asociación de Víctimas del Terrorismo (AVT) entre 2004 y 2008. Es el fundador y presidente de la asociación Voces contra el Terrorismo (VcT).

## Biografía
Nacido en una familia católica, Alcaraz se convirtió en un activo testigo de Jehová en la década de 1980 (saltándose el cumplimiento del servicio militar) antes de adherirse al cristianismo evangélico, una confesión de la que también se distanciaría.
Peluquero de profesión, cuando contaba con 19 años de edad, el 11 de diciembre de 1987, murieron su hermano y sus dos sobrinas de tres años a causa de la explosión de un coche bomba de ETA colocado en la casa cuartel de la Guardia Civil en Zaragoza. Antes de pertenecer a la AVT lo hizo a la Asociación Jienense de Víctimas del Terrorismo "Verde esperanza". Posteriormente se afilió a la AVT, donde ocupó diversos cargos hasta alcanzar el puesto de presidente. Fue uno de los principales impulsores de las teorías de la conspiración del 11M.
El 13 de mayo de 2006 fue reelegido presidente de la asociación con el 86% de los votos emitidos, tras la retirada de la candidatura de Pablo Broseta, hijo de Manuel Broseta, en las elecciones a la Junta Directiva de la AVT. El  6 de marzo de 2008 anunció su retirada como presidente de la asociación para abril de ese año, alegando "motivos personales". En julio de 2009 abandonó la militancia en la AVT tras un duro enfrentamiento con la siguiente dirección, y después de descalificar a la viuda de la última víctima de ETA, Eduardo Puelles, acusándola de haber caído "en el lenguaje del entorno nacionalista y terrorista".
En 2010 siete asociaciones de víctimas acusaron a Alcaraz de romper la unidad contra ETA por convocar una manifestación contra la política antiterrorista del Gobierno, convocatoria con la cual ellas no estuvieron de acuerdo. A pesar de ello decenas de miles de personas asistieron a la manifestación convocada en solitario por la plataforma presidida por Alcaraz.
El 7 de febrero de 2019, se convierte en el primer senador del partido Vox, tras los resultados de las elecciones en Andalucía. Tomó posesión oficialmente de su cargo el 19 de febrero integrando el Grupo Mixto, del que también forma parte Bildu. Dejó el cargo a los nueve meses tras ser elegido diputado por Vox en el Congreso por Jaén en noviembre de 2019.
Actualmente es el presidente de la plataforma Voces contra el Terrorismo, de la que fue fundador.